# Hoshi
Kwon Soon-young (em coreano: 권순영, Hanja: Quán Shùn Róng), mais conhecido pelo seu nome artístico Hoshi (em coreano: 호시), é um cantor, modelo,compositor, coreógrafo e dançarino sul-coreano. Ele é integrante do boy group sul-coreano SEVENTEEN.

## Biografia
Ele tem uma irmã mais velha.
Em 2017, foi anunciado que ele havia sido aceito no "Dong-Ah Institute of Media and Arts".
Ele é fluente em coreano e japonês e também fala mandarim básico.
Em agosto de 2017, ele foi diagnosticado com enterite (inflamação do intestino delgado). Em novembro de 2018, sua agência anunciou que ele havia deslocado o ombro durante um dos shows do grupo, mas que já havia recebido atenção.

## Carreira
É membro da agência Pledis Entertainment.
Desde 2015 faz parte do grupo sul-coreano Seventeen junto com S.Coups, Jeonghan, Joshua, Jun, Wonwoo, Woozi, DK, Mingyu, The8, Seungkwan, Vernon e Dino. No grupo ele tem a posição de vocalista, dançarino e líder da unidade de dança.
Em 13 de março de 2018, a Pledis Entertainment anunciou a estreia de uma sub-unit especial do Seventeen chamada "BooSeokSoon (BSS)", que é composta por Hoshi, Dk e Seungkwan. A sub-unit estreou em meados de março com a música "Just Do It".

## Filmografia

### Programas de variedades
| Año              | Título                             | Notas                                                    |
| ---------------- | ---------------------------------- | -------------------------------------------------------- |
| 2020             | Running Man                        | (ep. #529) - Convidado - junto a Mingyu                  |
| 2018             | Dancing High                       | (ep. #7-8) - juiz convidado                              |
| 2018             | King of Mask Singer                | (ep. #153-154) - participou como "Camping Boy"           |
| 2018             | Unexpected Q                       | (ep. #12) - Convidado                                    |
| 2018             | Idol Room                          | (ep. #11) - Convidado - junto a Seventeen                |
| 2018             | Amazing Saturday                   | (ep. #11) - Convidado - junto a DK                       |
| 2018             | Creaking Heroes                    | membro                                                   |
| 2018             | Hello Counselor                    | (ep. #365) - Convidado - junto a Seungkwan               |
| 2017, 2018       | Immortal Songs: Singing the Legend | (ep. #289-290, 310, 353) - Convidado - junto a Seventeen |
| 2015, 2017, 2018 | Weekly Idol                        | (ep. #222, 308, 342) - Convidado - junto a Seventeen     |
| 2016             | Yang and Nam Show                  | (ep. #7) Convidado - junto a Seventeen                   |
| 2016             | Star Show 360                      | (ep. #5-6) Convidado - junto a Seventeen                 |
| 2016             | The Boss is Watching               | participante - junto a Seventeen                         |
| 2015             | Running Man                        | (ep. #271-272) - Convidado - junto a Seventeen           |
| 2015             | Baek Jong-won's Top 3 Chef King    | (ep. #12) - Convidado - junto a Seventeen                |
| 2015             | After School Club                  | (ep. #166) - Convidado - junto a Seventeen               |

### Reality show
| Ano  | Título                             | Notas                      |
| ---- | ---------------------------------- | -------------------------- |
| 2018 | SVT Club                           | membro - junto a Seventeen |
| 2018 | Going Seventeen Spin-off           | membro - junto a Seventeen |
| 2017 | Going Seventeen                    | membro - junto a Seventeen |
| 2017 | Seventeen's One Fine Day: In Japan | membro - junto a Seventeen |
| 2016 | Seventeen's One Fine Day           | membro - junto a Seventeen |
| 2015 | Seventeen Project: Big Debut Plan  | membro - junto a Seventeen |

### Aparições em outros programas
| Ano  | Título                                                 | Notas                           |
| ---- | ------------------------------------------------------ | ------------------------------- |
| 2018 | 2018 Idol Star Athletics Championships Chuseok Special | concorrente - junto a Seventeen |
| 2018 | 2018 Idol Star Athletics Championships                 | concorrente - junto a Seventeen |
| 2017 | 2017 Idol Star Athletics Championships                 | concorrente - junto a Seventeen |

### Vídeos musicais
| Ano  | Grupo       | Música  | Notas  |
| ---- | ----------- | ------- | ------ |
| 2012 | NU'EST      | "Face"  | [ 13 ] |
| 2012 | Hello Venus | "Venus" | [ 14 ] |

### Como apresentador
| Ano | Programa                        | Notas             |
| --- | ------------------------------- | ----------------- |
| -   | Hoshi and Seungkwan's Andromeda | junto a Seungkwan |

## Discografia
Hoshi compôs a música Highlight para o mini-álbum "GOING SEVENTEEN".